# 元志
元志（？—？），字猛略，河南郡洛阳县（今河南省洛阳市东）人，追尊魏烈帝拓跋翳槐的后裔，内都大官、河间敬公拓跋齐之孙，武川镇将、建阳子拓跋兰之子，北魏宗室、官员。

## 生平
元志年轻时精明强干，博览群书，很有文采，出任洛阳县县令，不回避豪强高官，与御史中尉李彪争夺道路，同时入宫求见，当面向魏孝文帝元宏陈述得失。李彪说：“太子的车辆和三公的卫士鼓吹都要避让御史中尉，哪有洛阳县令与臣对抗的道理？”元志说：“我是皇帝之乡的县令，普天之下的人谁不编入户籍，岂能低头和众官相同，避让中尉？”魏孝文帝说：“洛阳是我的丰县和沛县，自然应该让你们分道扬镳。从今以后，你们可以划分道路行走。”等到出宫，元志和李彪拿起尺子丈量道路，各取一半。魏孝文帝对邢峦说：“这孩子还可以，所谓王孙公子，不镂刻而自己雕琢。”邢峦说：“经过霜露的枝条，大多强劲有气节，落在主枝上的，不是鸾鸟就是凤凰。”员外郎冯俊是冯昭仪的弟弟，依仗权势肆意殴打居住地的里正。元志命令主管官吏将冯俊逮捕，判处刑罚免除官职。元志因此忤逆旨意，被降为太尉主簿，很快担任从事中郎。
北魏军队南征的时候，魏孝文帝身穿便服观察作战的地方，有支箭射向魏孝文帝，元志用身体遮挡，魏孝文帝得以脱险，元志的眼睛中箭，因此一只眼睛失明。元志代理恒州刺史。魏宣武帝元恪时期，元志出任荆州刺史。永平二年（509年）三月，元志率领七万军队进攻南梁的潺沟，驱赶逼迫当地的蛮人，蛮人纷纷渡过汉江向南梁投降。南梁雍州刺史、吴平侯萧景命令司马朱思远、宁蛮长史曹义宗、中兵参军孟惠俊在潺沟攻击元志，大获全胜，斩获首级一万多，元志长史杜景被俘虏。熙平元年（516年）正月，南梁恒农郡太守王世定进犯北魏边境，元志大败南梁军队，斩杀了王世定等人，将南梁军队全部俘虏。元志回朝后，御史中尉王显上奏元志在荆州时期强行买良民为婢女，兼并剩余的物品请求上供朝廷，元志遇到大赦免罪。魏孝明帝元诩初年，元志兼任廷尉卿，后来替代李崇出任扬州刺史，获赐爵建忠伯。元志在扬州的威名虽不如李崇，也为荆楚之人所忌惮，很快又出任雍州刺史。
元志晚年沉溺于声色伎艺，在扬州时，身边侍奉的人将近一百人，器物服饰珍奇美丽，在当时可以说是第一。等到在雍州，元志更加崇尚奢侈，聚敛没有极限，声名于是受损。
正光五年（524年）六月，莫折大提谋反，秦州刺史李彦被杀，魏孝明帝元诩诏令元志担任西征都督前往讨伐。莫折念生派遣他的弟弟莫折天生驻扎在陇口，与元志对峙。八月甲午（524年9月29日），元志在陇东被打的大败，于是放弃军队逃回岐州，莫折天生的军队于是攻打城池。岐州刺史裴芬之怀疑城中的人与莫折念生的人暗中勾结，将要把他们全部放出城，元志不听从。岐州城中的人果然打开城门招引莫折天生的部众，十一月戊申（524年12月12日），岐州被攻陷，元志和裴芬之被锁住送到上邽交给莫折念生，两人都被杀死。魏节闵帝元恭初年，朝廷赠予元志尚书仆射、太保。